# Caramelldansen
«Caramelldansen» — первый трек из альбома Supergott, выпущенного в 2001 году шведской музыкальной группой Caramell. Во второй половине 2006 года благодаря интернет-сообществу 4chan песня превратилась в популярный интернет-мем. В Японии песня стала известна как «Uma uma dance» (яп. ウマウマダンス Ума ума дансу, лошадиный танец).

## Мем

Анимация из визуального романа Popotan, ставшая знаменитой

Эротический визуальный роман Popotan был выпущен в конце 2002 года; видеозаставки к нему быстро «растащили» на GIF'ы.
В начале 2006 года некто Свен из Швеции соединил GIF, на котором изображены танцующие героини Popotan Маи и Мии, с песней «Caramelldansen», ускоренной примерно на 20 %, и опубликовал полученный SWF на личной страничке. Впоследствии он дал ссылку на 4chan’е, что и стало началом мема. В интернете начали появляться Flash- и видеоролики с персонажами аниме и компьютерных игр, танцующими под «Caramelldansen» незамысловатый танец. Танец стал популярен и в реальной жизни, получив название «карамельданс».
К тому времени группы Caramell уже не существовало (она распалась в 2002), и в 2008 году правообладатели (Remixed Records) выпустили клип, заменив певиц Малин и Катю тремя мультипликационными девочками. Музыка, как и в flash-ролике, была ускорена (по словам Кати Лёфгрен, «мы не смогли бы спеть в таком темпе»). На волне популярности появились и переводы песни на другие языки. Интересно, что японскую версию пела та самая Toromi (скрывающая своё настоящее имя), которая озвучивала Мии в Popotan.

## Влияние
- Клип был спародирован в эпизоде «Лето твоя пора!» мультсериала «Финес и Ферб», в сцене, происходящей в Токио.
- Из клипа в 2022 году сделали модификацию на игру Friday Night Funkin’.